# Prinsbisdom Spiers
Het prinsbisdom Spiers (Duits: Fürstbistum Speyer) was een tot de Boven-Rijnse Kreits behorend prinsbisdom binnen het Heilige Roomse Rijk.
Vermoedelijk in de derde of vierde eeuw was er al een bisschopszetel gevestigd, met Latijnse naam Dioecesis Spirensis.
Oorspronkelijk behoorde het tot de kerkprovincie Trier, sinds 748 of 780 behoorde het tot de kerkprovincie Mainz en tegenwoordig tot de kerkprovincie Bamberg.

## Van graaf-bisschop tot prins-bisschop

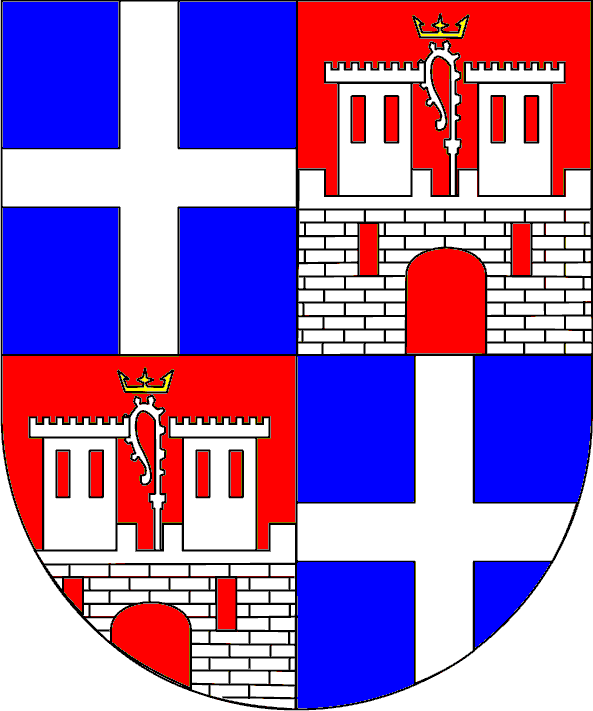
1,4: Spiers; 2,3: Wissembourg

Reeds in de zevende eeuw verwerven de bisschoppen rijke bezittingen in de Spiersgouw, waarbij in de tiende eeuw schenkingen komen van hertog Koenraad de Rode van Lotharingen en keizer Otto I. Tussen 1050 en 1060 wordt het gebied rond Bruchsal en de graafschappen in de Spiersgouw en de Uffgouw verworven. Vanaf 1111 begint de stad Spiers (Speyer) zich onafhankelijk te maken van de bisschop, wat aan het eind van de dertiende eeuw succesvol leidde tot een keizerlijke erkenning als vrije rijksstad van het Rooms-Duitse Rijk. De prinsbisschop verhuisde zijn residentie naar Udenheim (1371 - 1723). In 1615 veranderde de stad Udenheim overigens van naam: Philippsburg, nadat prinsbisschop Philipp Christoph von Sötern er een nieuwe vesting had gebouwd, in de aanloop naar de Dertigjarige Oorlog.
In 1546 wordt de proosdij Wissembourg verbonden met het prinsbisdom. Sindsdien voert de bisschop beide wapens: dat van Spiers en dat van Wissembourg. Na het uitsterven van de heren van Dahn in 1603 valt deze heerlijkheid als Spiers leen terug aan de bisschop. Sindsdien is het een ambt binnen het prinsbisdom.

## Franse invloed in Spiers

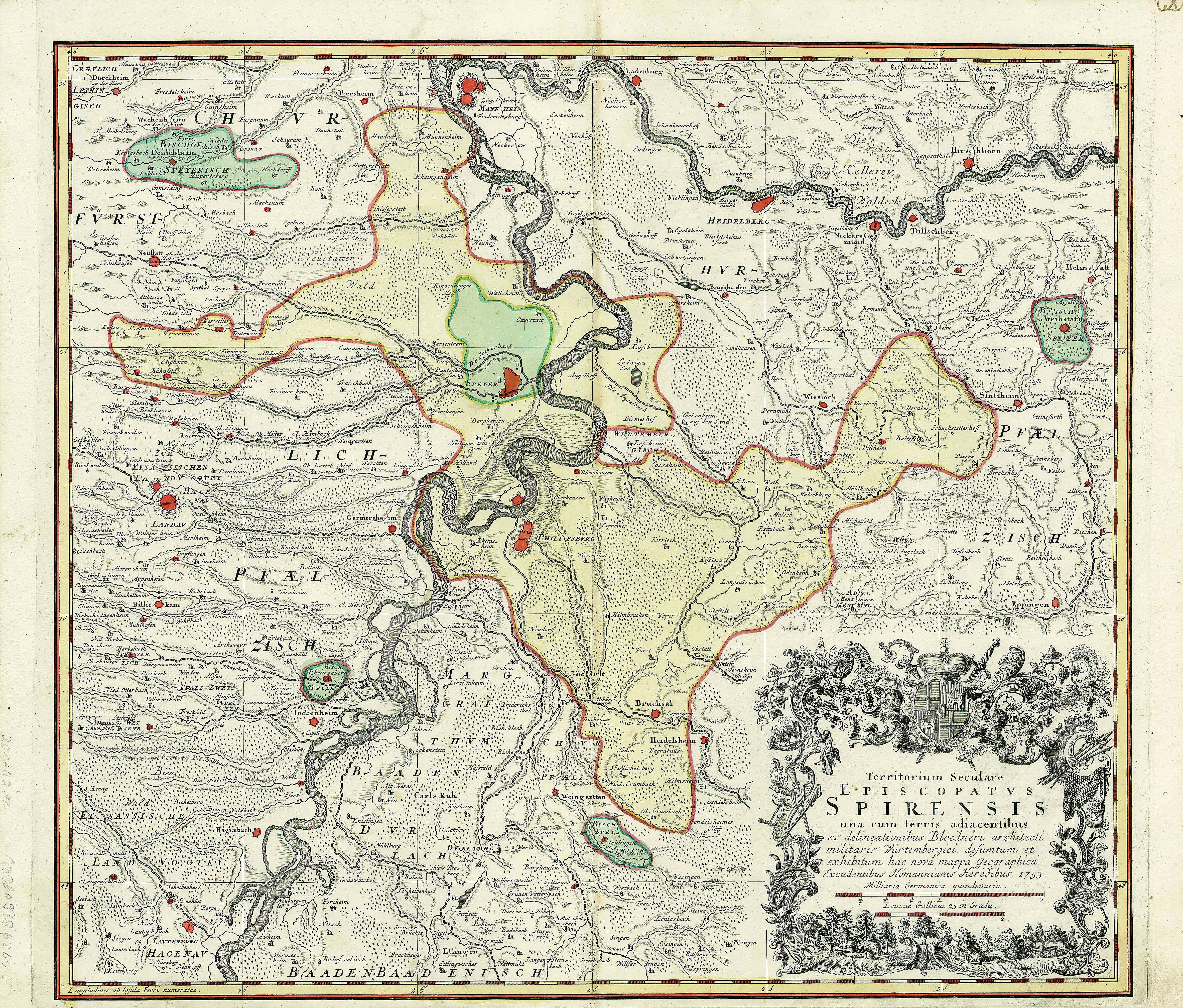
18e-eeuwse kaart van het Prinsbisdom Spiers

De reeds vermelde prinsbisschop von Sötern, de latere prins-aartsbisschop van Trier, voerde resoluut een pro-Franse politiek, in bondgenootschap met kardinaal Richelieu. Een pro-Franse politiek stond gelijk met een anti-keizerlijke en pro-protestantse politiek. In het Verdrag van Münster (1648) krijgt het koninkrijk Frankrijk het recht een garnizoen te legeren in de vesting Philippsburg. Na het uitsterven van de graven van Eberstein werd in 1660 Neuenbürg geheel verworven en Gernsbach gemeenschappelijk met het markgraafschap Baden. In 1677 werd twee derde deel van Rauenburg verworven, het andere deel was al in bezit van de bisschop.
In 1679 ruilde het Heilige Roomse Rijk met Frankrijk de stad Freiburg tegen Philippsburg, dat een rijksvesting werd. De bisschop is dus verlost van de Franse troepen.
De Franse Reunions-politiek heeft tot gevolg dat het oppergezag over Dahn, Lauterburg, Madenburg, Herxheim en Aschbach aan Frankrijk kwam in plaats van de keizer. Deze delen van het prinsbisdom verlieten dus het Heilige Roomse Rijk. In 1709 vond er een gebiedsruil plaats met het keurvorstendom Palts: Landeck komt aan de keurvorst, het ambt Altenstadt en de heerlijkheid Berwartstein komen aan de bisschop. Wernau met Neuhausen werd in 1769 verworven.
In 1723 verlegde prins-bisschop Heinrich von Röllingen zijn residentie met de hele hofhouding van de burcht Philippsburg naar het nieuwe en grotere barokke paleis in Bruchsal.

## Opgedeeld prinsbisdom
In 1797 annexeerde de Franse republiek vlakaf het deel van het prinsbisdom gelegen op de linker Rijnoever; dit gebied behoorde tot dan eeuwenlang tot het Rooms-Duitse Rijk. De rest, aan de rechter Rijnoever, ging door Reichsdeputationshauptschluss van 25 februari 1803, artikel 5, naar het keurvorstendom Baden. De keurvorst nam voor dit deel de titel vorst van Bruschsal aan. Voor dit vorstendom krijgt hij ook een zetel in het college van vorsten in de Rijksdag: nummer 19.

## Prins-bisschop wordt bisschop
Van 1810 tot 1818 was er geen prins-bisschop meer. Na de nederlagen van Napoleon in 1813 kende het Congres van Wenen in 1815 een deel van de linker Rijnoever aan het koninkrijk Beieren toe. In dit Beiers gebied werd het huidige bisdom Speyer opgericht als suffragaan bisdom van het Beierse aartsbisdom Bamberg.

## Gebied
Het prinsbisdom bestond uit twee gebieden aan beide zijden van de Rijn rond Bruchsal, Deidesheim, Herxheim, Lauterburg en Weißenburg.

## Regenten
- 744-760: David
- 761-772: Basinus
- 782-814: Freido
- 814-830: Benedict
- 830-846: Bertin
- 847-880: Gebhard I
- 881-895: Goddank
- 895-913: Eginhard I/Meinhard
- 914-922: Bernhard
- 922-943: Amalrich
- 944-950: Reginwalt I
- 951-960: Gotfried
- 960-970: Odgar
- 970-987: Baldrich
- 987-1004: Rudbrecht
- 1004-1031: Walther
- 1032-1033: Reginhar
- 1033-1039: Reginwalt II
- 1039-1051: Sigwalt/Sigbod
- 1051-1056: Arnold I
- 1056-1060: Koenraad I
- 1060-1067: Eginhard II
- 1067-1073: Hendrik I
- 1073-1090: Rudgar
- 1090-1104: Jan I (graag in de Kraichau)
- 1105-1107: Gebhard van Urach
- 1107-1123: Bruno van Saarbrücken
- 1124-1126: Arnold II van Leiningen
- 1126-1146: Siegfried II van Wolfsoelden
- 1146-1161: Günther van Henneberg
- 1161-1163: Ulrich I Dürmentz
- 1164-1167: Gotfried II
- 1167-1176: Radbod van Lobdeburg
- 1176-1178: Koenraad III
- 1178-1187: Ulrich II van Rechberg
- 1187-1200: Otto van Henneberg
- 1200-1224: Koenraad III van Scharfenberg (1211: bisschop van Metz)
- 1224-1232: Berengar van Entringen
- 1233-1236: Koenraad IV van Dahn
- 1237-1245: Koenraad V van Eberstein
- 1245-1272: Hendrik II van Leiningen
- 1272-1302: Frederik van Bolanden
- 1302-1314: Sigbod van Lichtenberg
- 1314-1328: Emich van Leiningen
- 1328-1328: Berthold van Buchegg (bisschop van Straatsburg)
- 1328-1336: Walram van Veldenz
- 1336-1363: Gerhard von Ehrenberg
- 1364-1371: Lambert van Brun (Born) (1371-1374: bisschop van Straatsburg; 1374-1398: bisschop van Bamberg)
- 1372-1390: Adolf van Nassau (1381: keurvorst van Mainz)
- 1390-1396: Nikolaas
- 1396-1438: Rhabanus van Helmstatt (1430-1439: keurvorst van Trier)
- 1438-1456: Reinhard van Helmstädt
- 1456-1459: Siegfried van Veringen
- 1459-1464: Johann Rix van Hoheneck, genaamd Entzberger
- 1464-1478: Matthias van Rammingen
- 1478-1504: Lodewijk van Helmstädt
- 1504-1513: Philips I van Rosenberg
- 1513-1529: Georg van de Palts
- 1529-1552: Philips II van Floersheim
- 1552-1560: Rudolf van Frankenstein
- 1560-1581: Markwart van Hattenstein
- 1581-1610: Eberhard van Dienheim
- 1610-1652: Philipp Christoph van Sötern (1623: keurvorst van Trier)
- 1652-1675: Lotharius Frederik van Metternich (1673: keurvorst van Mainz en bisschop van Worms)
- 1675-1711: Johann Hugo van Orsbeck (1767: keurvorst van Trier)
- 1711-1719: Hendrik Harthart van Rollingen
- 1719-1743: Damian Hugo van Schönborn (1740: bisschop van Konstanz)
- 1743-1770: Frans Christoph van Hutten
- 1770-1797: Daem August Philips Karel van Limburg Stirum (16 maart 1721-22 februari 1797)
- 1797-1803: Philipp Frans Wildrich van Walderdorf